# Beciu (okręg Buzău)
Beciu – wieś w Rumunii, w okręgu Buzău, w gminie Scorțoasa. W 2011 roku liczyła 187 mieszkańców.